# سید عبدالحفیظ
سید عبدالحفیظ (انگلیسی: Sayed Abdel Hafeez؛ زادهٔ ۲۷ اکتبر ۱۹۷۷) یک ورزشکار اهل مصر است.
از باشگاه‌هایی که در آن بازی کرده‌است می‌توان به باشگاه ورزشی الاهلی مصر و تیم ملی فوتبال مصر اشاره کرد.
وی همچنین در تیم‌های ملی فوتبال Egypt U23 مصر بازی کرده است.